# Biała Góra (Augustów)
Biała Góra – wzniesienie w Augustowie w województwie podlaskim.
Polodowcowe, piaszczyste wzniesienie położone jest w części Augustowa o nazwie Klonownica, przy ujściu rzeczki Klonownicy do jeziora Necko. Wzniesienie ma wysokość 147 m n.p.m., zaś lustro wody Necka znajduje się na wysokości 122 m n.p.m. Na wzniesieniu znajduje się zabytkowy, modernistyczny hotel Dom Turysty (obecnie Zajazd „Hetman”), zbudowany w latach 1937-1939 według projektu Macieja Nowickiego. U podnóża wzniesienia zlokalizowania jest przystań.